# Łarisa Rejsner
Łarisa Michajłowna Rejsner (ros. Лариса Михайловна Рейснер; ur. 1/13 maja 1895 w Lublinie, zm. 7 lub 9 lutego 1926 w Moskwie) – rosyjska publicystka, pisarka i poetka, rewolucjonistka, uczestniczka wojny domowej w Rosji.

## Życiorys

### Młodość i wczesna twórczość
Była córką socjologa i prawnika Michaiła Rejsnera i jego żony Jekatieriny z d. Chitrowo. Jej ojciec był profesorem uniwersytetu w Tomsku w latach 1898–1903. Następnie razem z rodziną wyjechała do Niemiec, gdyż jej ojciec został oskarżony o szerzenie buntowniczej propagandy. W Niemczech Michaił Rejsner poznał czołowych działaczy tamtejszej partii socjaldemokratycznej. Z ruchem socjaldemokratycznym utrzymywał kontakt także po powrocie do Rosji w 1907 r. To polityczne zaangażowanie miało znaczący wpływ na rozwój poglądów jego córki. W Petersburgu zamożna rodzina Rejsnerów mieszkała w dzielnicy Petersburska Strona, jej ojciec występował z bezpłatnymi wykładami dla robotników.
W 1912 r. Łarisa Rejsner ukończyła gimnazjum ze złotym medalem, po czym rozpoczęła studia w Instytucie Psychoneurologicznym w Petersburgu. Jako wolna słuchaczka uczęszczała również na uniwersytecki kurs historii idei politycznych. W latach 1915–1916 razem z ojcem wydawała pismo satyryczne „Rudin” (od nazwiska bohatera powieści Iwana Turgieniewa), publikowała również na łamach innych tytułów swoje felietony i wiersze. Po zamknięciu pisma z powodu braku funduszy na kontynuację jego wydawania współpracowała kolejno z pismami Maksyma Gorkiego – „Letopis” i „Nowaja żyzn'”.

### Rewolucja i wojna domowa w Rosji
Brała aktywny udział w rewolucji lutowej w Piotrogrodzie, następnie w ruchu rad robotniczych i żołnierskich. Była członkinią komisji ds. sztuk przy komitecie wykonawczym rad delegatów robotniczych i żołnierskich. Po rewolucji październikowej zasiadała w komisji ds. opisu i ochrony zbiorów Ermitaża i innych muzeów w Piotrogrodzie. W 1918 r. wstąpiła do partii bolszewickiej.
Przez kilka miesięcy w 1918 r. była komisarzem oddziału zwiadowczego przy sztabie 5 Armii, brała udział w działaniach zbrojnych Flotylli Kamsko-Wołżańskiej na froncie wschodnim wojny domowej w Rosji, na Wołdze i Morzu Kaspijskim. Przeszła cały szlak bojowy flotylli, począwszy od operacji kazańskiej we wrześniu 1918 r. Podczas walk, w Niżnym Nowogrodzie, poznała zastępcę komisarza spraw wojskowych i morskich Fiodora Raskolnikowa, który został następnie jej mężem. W grudniu 1918 r. Łarisie Rejsner powierzono obowiązki komisarza sztabu generalnego floty Radzieckiej FSRR. W lipcu 1919 r. wróciła na front wschodni do Flotylli Kamsko-Wołżańskiej, w szeregach której, w oddziale zwiadowczym, brała udział w walkach do lata 1920 r. W 1920 r. brała udział w operacji pod Anzali. Następnie razem z Raskolnikowem wróciła do Piotrogrodu i została komisarzem we Flocie Bałtyckiej.

### Po wojnie domowej
Po zakończeniu wojny domowej żyła w Piotrogrodzie, uczestnicząc w miejscowym życiu literackim i społecznym. W 1921 r. wyjechała do Afganistanu razem z mężem, który pełnił w tym kraju obowiązki ambasadora. Następnie wróciła do Rosji Radzieckiej. Rozwiodła się z Raskolnikowem, związała się natomiast z Karolem Radkiem. Pracowała jako dziennikarka i specjalna korespondentka pism „Izwiestia” i „Krasnaja Zwiezda”, dla których przygotowywała m.in. korespondencję z Niemiec. Po powrocie z Niemiec rozstała się z Radkiem.
Zmarła w 1926 r. na tyfus. Została pochowana na Cmentarzu Wagańkowskim w Moskwie.
Jej brat Igor Rejsner był jednym z twórców radzieckiej orientalistyki.

## Twórczość
Twórczość literacka Łarissy Rejsner rozwijała się w związku z jej rewolucyjnymi, idealistycznymi poglądami. Wpływ na nią miała również poezja akmeistów i symbolistów.
W 1913 r. debiutowała dramatem „Atłantida”, wydanym na łamach pisma „Szypownik”. Podczas wojny domowej w Rosji, od 1918 r. drukowała na łamach pisma „Izwiestia” swoje „Listy z frontu”, zebrane następnie w tomie „Front: 1918-1920”. Były to teksty publicystyczne utrzymane w duchu rewolucyjnego romantyzmu i patosu, charakteryzuje je publicystyczna ostrość, radość z budowania nowego socjalistycznego społeczeństwa, entuzjazm bojowy zmieszany z liryzmem. W „Listach...” opisywała walki z Korpusem Czechosłowackim, bitwę o Swijażsk w 1918 r., działania Flotylli Kamsko-Wołżańskiej. W latach 1921–1923 publikowała w „Prawdzie” korespondencję z Afganistanu, również następnie zebraną w jeden tom. Jako korespondentka „Krasnoj Zwiezdy” i „Izwiestij” opracowała zbiory szkiców z Niemiec w pierwszej połowie lat 20. XX wieku, opisując życie polityczne, protesty i wystąpienia rewolucyjne w Berlinie i Hamburgu („Berlin, Oktiabr 1923”, „W stranie Gindenburga”, 1923, „Gamburg na barrikadach”, 1924). W kolejnym zbiorze tekstów publicystycznych „Ugol', żelezo i żywyje ludi” opisywała górniczy przemysł Donbasu i Uralu.
Jest również autorką zbioru szkiców poświęconych dekabrystom („Portriety diekabristow”, 1925). Zbiór ten, obok korespondencji z Niemiec, uznawany jest za najdojrzalsze, najbardziej wartościowe dzieło Rejsner.

## W kulturze
Wsiewołod Wiszniewski ukazał Rejsner w swoim dramacie Tragedia optymistyczna jako Kobietę-Komisarza. Lew Trocki wspomina o jej działalności w 5 Armii w swojej autobiografii. Zafascynowany postacią Rejsner Leonid Pasternak nadał jej imię głównej kobiecej bohaterce swojej powieści Doktor Żywago. Postać Łarisy Rejsner pojawia się również w rosyjskim serialu biograficznym pt. „Trocki” z 2017 r. W rolę poetki wcieliła się Anastasija Mieskowa.